# Youngman Lotus L5
Youngman Lotus L5 — компактный автомобиль, выпускающийся китайской компанией Europestar с 2010 по 2015 год.

## История
Youngman Lotus L5 впервые был представлен апреле в 2010 года на Пекинском автосалоне. Он базировался на той же платформе, что и Proton GEN•2.
Продажи автомобиля осуществлялись с сентября 2011 по 2015 год по ценам от 99800 до 121800 юаней. В 2012 году автомобиль прошёл рестайлинг.
С апреля 2013 года также выпускался автомобиль Youngman Lotus L5 GT.

## Технические характеристики
До 2012 года Youngman Lotus L5 оснащался 1,8-литровым двигателем Mitsubishi мощностью 147 л. с. и крутящим моментом 171 Н⋅м, а с 2012 года — 1,6-литровым двигателем CamPro мощностью 123 л. с. и крутящим моментом 149 Н⋅м. Двигатели сочетались в паре с пятиступенчатой механической или же с четырёхступенчатой автоматической трансмиссией.

## Галерея

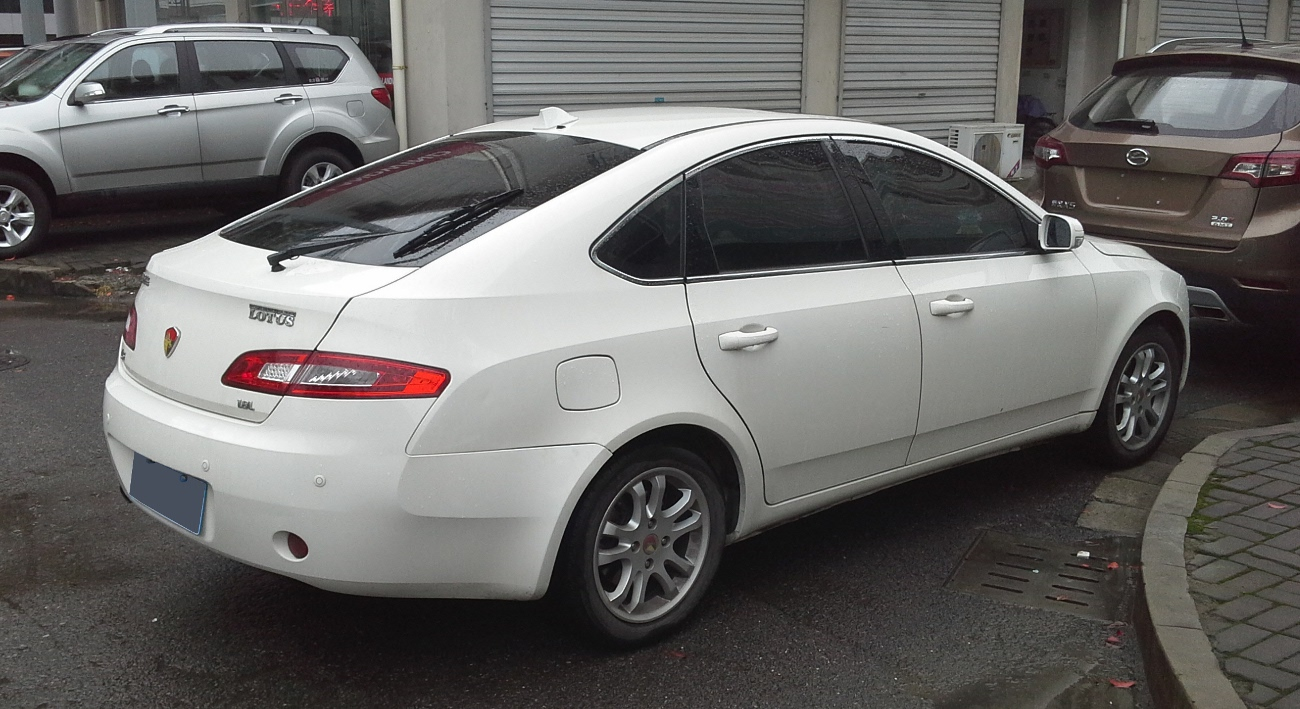
Youngman Lotus L5 Sportback
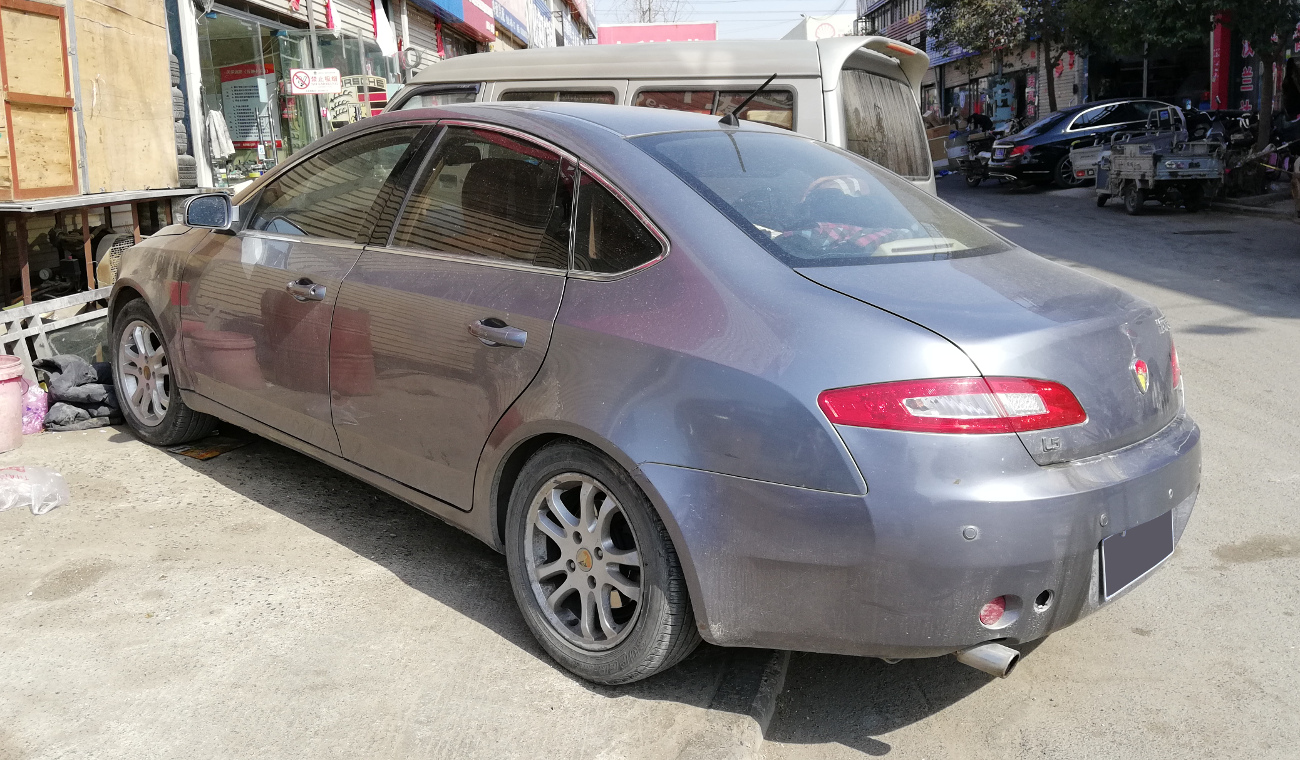
Youngman Lotus L5